# Kyra Jefferson
Kyra Jefferson (ur. 23 września 1994) – amerykańska lekkoatletka, sprinterka. 
W 2015 startowała na igrzyskach panamerykańskich, podczas których zdobyła srebro w biegu na 200 metrów, a wraz z koleżankami ze sztafety 4 × 400 metrów wywalczyła złoty medal. Dwukrotnie stawała na najwyższym stopniu podium mistrzostw NACAC w San José (2015).
Złota medalistka mistrzostw NCAA.

## Osiągnięcia
| Rok  | Impreza                  | Miejsce  | Konkurencja             | Lokata     | Wynik   |
| ---- | ------------------------ | -------- | ----------------------- | ---------- | ------- |
| 2015 | Igrzyska panamerykańskie | Toronto  | bieg na 200 metrów      | 2. miejsce | 22,72   |
| 2015 | Igrzyska panamerykańskie | Toronto  | sztafeta 4 × 400 metrów | 1. miejsce | 3:25,68 |
| 2015 | Mistrzostwa NACAC        | San José | bieg na 200 metrów      | 1. miejsce | 22,50   |
| 2015 | Mistrzostwa NACAC        | San José | sztafeta 4 × 100 metrów | 1. miejsce | 42,24   |

## Rekordy życiowe
- Bieg na 200 metrów (stadion) – 22,02 (2017)
- Bieg na 200 metrów (hala) – 22,63 (2015)
- Bieg na 400 metrów (stadion) – 51,50 (2015)
- Bieg na 400 metrów (hala) – 52,19 (2016)